# Ectrodattilia
La ectrodattilia (o agenesia centrale) è una malattia genetica, a trasmissione per lo più dominante, che comporta la mancanza o lo sviluppo incompleto di una o più dita degli arti inferiori e/o superiori.
Generalmente sono coinvolti il terzo e quarto dito delle mani, ma può riguardare indifferentemente da uno a tutti e quattro gli arti.

## Epidemiologia
La malattia interessa 1 bambino su 1000000 circa e si presenta equamente distribuita tra maschi e femmine, in quanto non è causata dai cromosomi del sesso (dai quali solitamente sono solo i maschi ad essere affetti e le femmine portatrici sane).

## Classificazione
Si può presentare in diverse forme:
- sindattilia: due o più dita sono racchiuse in un unico rivestimento epidermico, solitamente pollice e indice.
- oligodattilia: numero delle dita inferiore alla norma.
- schisi mediana: mani e/o piedi si presentano bisecati centralmente fino al carpo/tarso, con opponibilità digitale; la mancata saldatura è dovuta ad un arresto dello sviluppo embrionale. Quest'ultima configura l'estremità con il classico aspetto a "Chela di aragosta".

### Sindrome EEC
A volte questa patologia può entrare a far parte della EEC (ectrodattilia - displasia ectodermica - labiopalatoschisi), una sindrome che si può manifestare con:

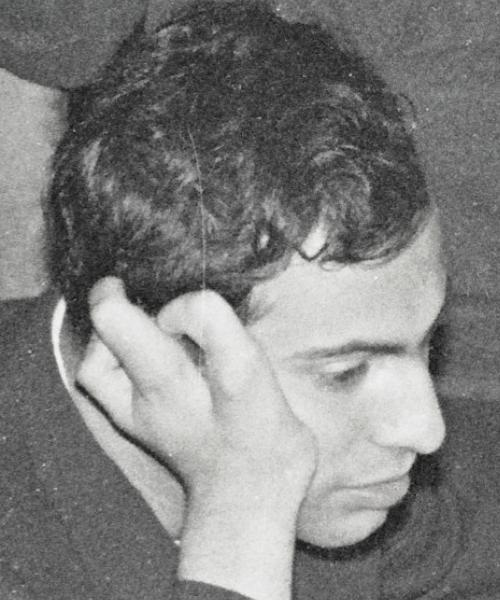
Michail Tal' (qui nel 1961) soffriva di una condizione congenita di ectrodattilia, risultante nella mancanza di due dita della mano destra

- labiopalatoschisi (labbro leporino)
- l'anoftalmia/microftalmia
- l'atrofia cutanea
- l'adonzia/microdonzia
- l'anotia
- l'agenesia/ipoplasia del rene, mono o bilaterale

## Terapia
È correggibile con interventi di chirurgia plastica ricostruttiva, ma per ottenere buoni risultati è necessario intervenire entro il primo anno di età.

## Casi noti
Il musicista polistrumentista francese Cédric Giordani, attivo in tutta una serie di band (Nocturnal Depression, Livor Mortis, Aghone, Helegion) nei generi più estremi dell'Heavy Metal riesce a suonare la batteria, il basso elettrico e persino la chitarra nonostante sia affetto da questa condizione alla mano sinistra.
Ne era affetto alla mano destra l'ottavo campione del mondo di scacchi Michail Tal'.